# 中村紅雅
中村 紅雅（なかむら こうが）は日本の書家、書道アーティスト、書道講師。東京都府中市出身。

## 来歴
書の魅力に惹かれ、幼少より書とともに育ち、多くの賞を受賞。
学業を修めた後は幼稚園教諭として勤務し、子供達のユーモアや発想の自由に触れ多くの事を学ぶ。
その後、書の道を更に極めるため日本書道専門学校にて学び直し、師範資格を取得。3度にわたる独立書人展入選受賞。
師範取得後は、幅広い年齢層に向けた書道講師、大手百貨店筆耕(14年間)等の経験を経て独立。
2021年度より書家及びアート書道家として活動中。
魂が憑依したかのような力強い作風は書道の枠を超えた芸術と評され、日本国内のみならず海外からも注目を浴びており、
その力強さ、そして儚さ等の表現は文化の壁を越えて観るものの心に訴えかけている。
近年では、テレビ番組での題字、メーカーロゴ制作、CM出演等、多くの方々に書の魅力を伝えるべく活躍の場を広げている。現在アーティスト活動と合わせ、書道文字教室の指導運営を行っている。

## 主な活動内容

### 2021年
1月  KSB 瀬戸内海放送特別番組タイトル題字担当 
2月  新宿髙島屋外商イベント ROSE GALLERY ブース内にてライブペイント
4月  ARTRUM art exhibition 2021 出展
8月  第一回公募 ZEN 展 横浜市民ギャラリー出展 
12月  新宿髙島屋インテリアアートギャラリー 作品展 　『中村紅雅 書の世界 〜新年の彩(いろどり)〜』開催
12月  instagram Reels キャンペーン TVCM(静岡県・長野県限定)出演

### 2022年
4月　ZEN 展選抜展 銀座大黒屋ギャラリー 出展
6月　第20回ZEN展東京都美術館 出展

### 2023年
4月　第48回ZEN展銀座選抜展 出展
8月　第31回国際平和美術展in金沢　金沢21世紀美術館 出展
9月　第3回ZEN展横浜 出展(秀作賞受賞)
10月  第31回国際平和美術展inハノイ　ベトナム国立美術館 出展
11月   第12回ZEN展相模大野bono展 出展

### 2024年
1月　美は国境を越えて2024  新国立美術館 出展
2月　第29回日本の美術〜全国選抜作家展〜上野の森美術館 出展
4月　第48回ZEN展銀座選抜展 出展

## 個展
2022年6月　表参道 穏田ギャラリーにて初の個展 -響- 
2023年6月　表参道 穏田ギャラリーにて個展 -跳- 
2023年10月  中村紅雅VR個展　VR美術館「JACM」併設会場
2024年1月　個展『書道家 中村紅雅 NEW YEAR 2024』ロッカクパッチ×Hello from...coffee
2024年1月　玉川髙島屋 東京ますいわ屋コラボ展示『一月の宴』
2024年3月　表参道 穏田ギャラリーにて個展 -結- 

## 取得スキル
書道師範／POP広告クリエイター／色彩検定２級・UC級／幼稚園教諭